# POWER2
A POWER2, korábbi elnevezésén RIOS2, egy az IBM által tervezett 32 bites RISC processzor, mely a POWER utasításkészlet-architektúrát implementálja. A POWER2 a POWER1 utódja volt, 1993 szeptemberében mutatkozott be az IBM RS/6000-es rendszereiben. Bevezetése idején a POWER2 volt a leggyorsabb mikroprocesszor, felülmúlva az Alpha 21064-et. 1993-ban azonban megjelent az Alpha 21064A változat, ekkor a POWER2 elvesztette a vezetést és második lett. Az IBM állítása szerint egy 62,5 MHz-en futó POWER2 processzor teljesítménye 73,3 SPECint92 és 134,6 SPECfp92.
A nyílt forráskódú GCC fordítóban a POWER1 (RIOS) és POWER2 (RIOS2) utasításkészletek támogatását a 4.5 verzióban megszüntették.

## Leírás

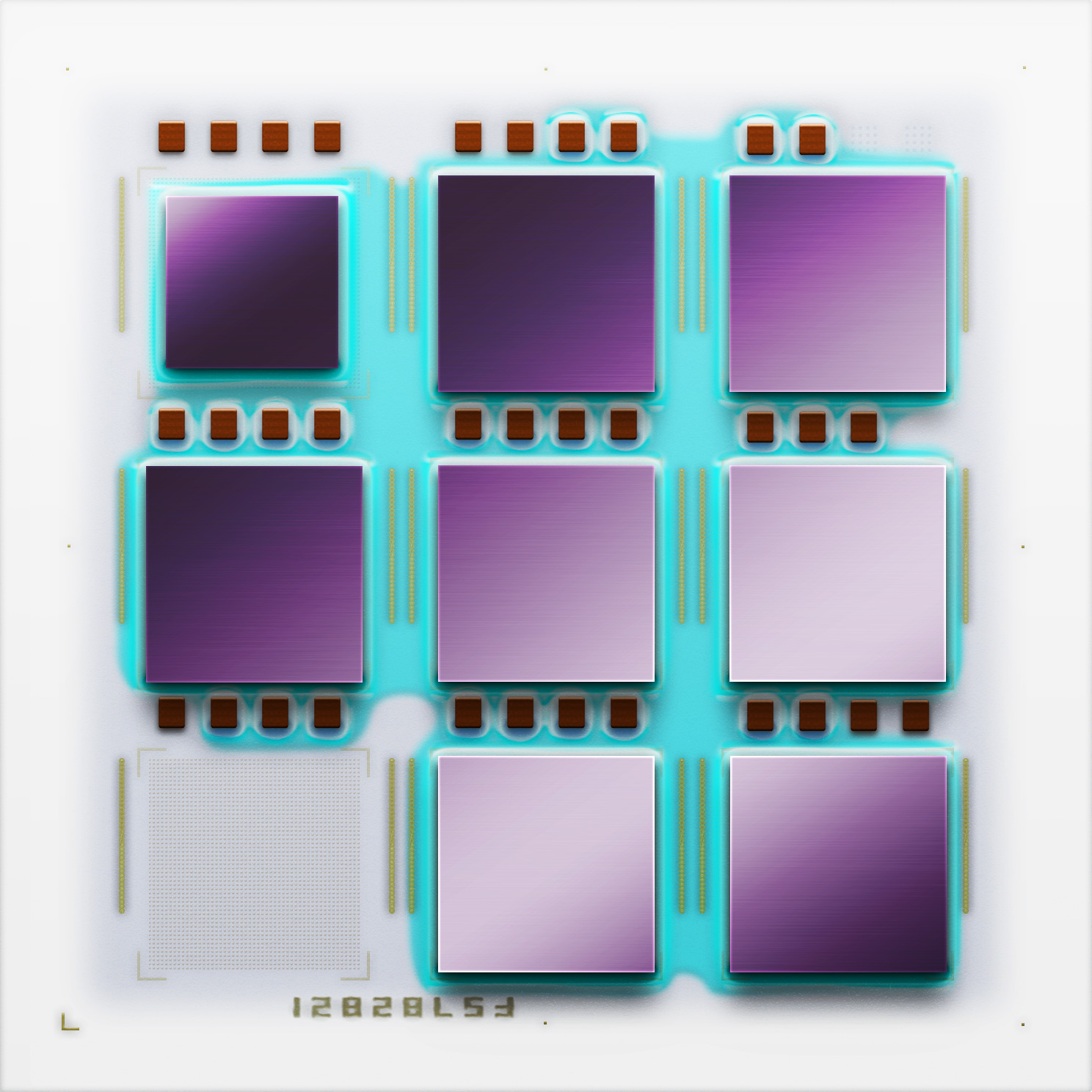
POWER2 MCM illusztráció

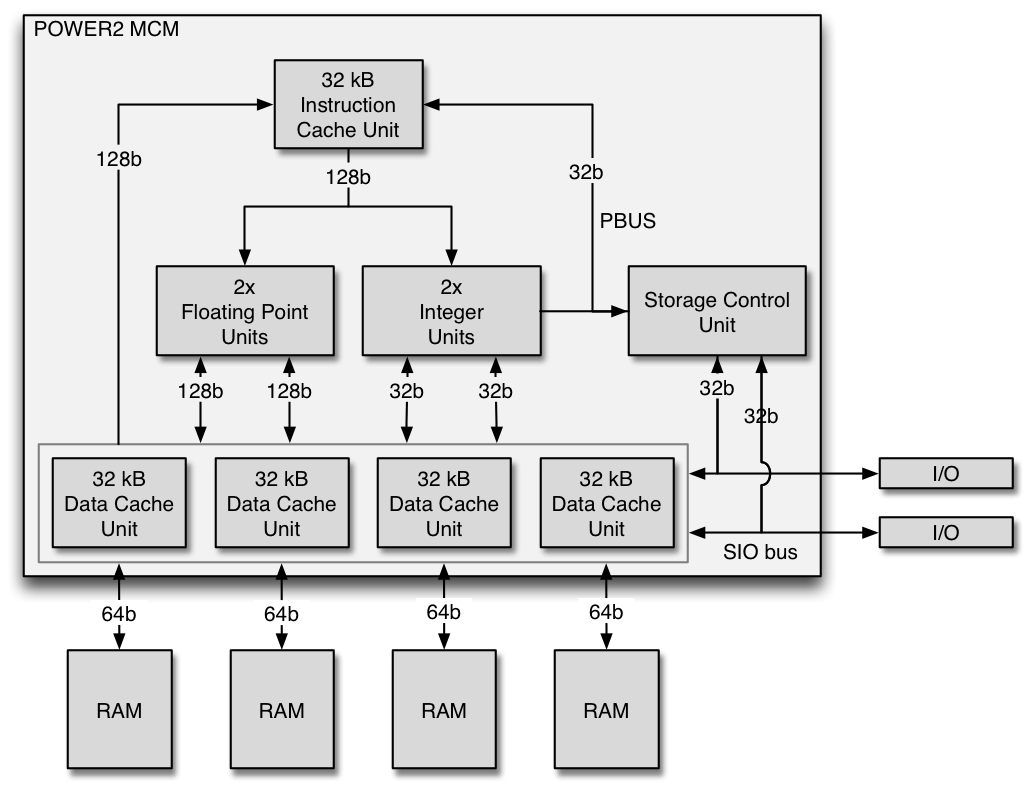
POWER2 processzor MCM (többcsipes modul) vázlata

A POWER1-hez képest a processzorban számos fejlesztést hajtottak végre, ezek közé tartozik a továbbfejlesztett utasításkészlet-architektúra, amely új felhasználói és rendszerutasításokat kapott és újabb rendszerjellemzőkkel bővült (négyszavas betöltés/kiírás, nullaciklusos elágazások, hardveres négyzetgyökvonás stb.), a processzor órajelfrekvenciája megnövekedett (55 és 71,5 MHz között lehet), egy helyett két fixpontos egységet és ugyancsak két lebegőpontos egységet tartalmaz, és a gyorsítótárak méretét is megnövelték: a processzor 32 KiB-os utasítás-gyorsítótárat és 128 vagy 256 KiB adat-gyorsítótárat használhat.
A POWER2 egy többcsipes kialakítás, amely hat vagy nyolc, részben egyedi integrált áramkörből áll, az adat-gyorsítótár méretétől függően (a 256 KiB konfigurációhoz nyolc csip szükséges). A kialakítás alkotóelemei megegyeznek a POWER1-ével: egy utasítás-gyorsítótár egység, egy fixpontos egység, egy lebegőpontos egység, egy tárvezérlő egység és két vagy négy adat-gyorsítótár egység alkot egy processzort, külön csipekben.
A nyolccsipes konfiguráció összesen 23 millió tranzisztort tartalmaz és az összesített lapkafelület 1215 mm2. A csipeket az IBM 0,72 μm-es CMOS folyamatával gyártották, melyet 0,45 µm-es effektív csatornahossz, egy réteg poliszilícium és négy rétegű fémezés jellemez. A csipek egy 64 mm × 64 mm méretű kerámia többcsipes modulba (multi-chip module, MCM) vannak szerelve.

## POWER2+
A POWER2+ a POWER2 egy javított, tranzakciófeldolgozásra optimalizált verziója. 1994 májusában mutatták be. A tranzakciófeldolgozási munkafolyamatok hatékonyságának fokozása céljából 512 KiB, 1 MiB és 2 MiB méretű második szintű gyorsítótárakkal bővítették ki. Az L2 gyorsítótár a tokon kívül helyezkedik el, ipari szabvány burst SRAM-okkal lett megvalósítva. A gyorsítótár a POWER2+ processzorhoz egy 64 bites (alsó kategóriás/belépő szintű rendszerekben) vagy 128 bites (felsőkategóriás rendszerekben) sínen keresztül kapcsolódik. A gyorsítótár közvetlen leképezésű, sorai (line) 128 bájt méretűek és átíró aktualizálást alkalmaz. A gyorsítótár címkéit (tags) a tárvezérlő egység csip tartalmazza. A POWER2+ egy keskenyebb 64 vagy 128 bites memóriasínt és egy kisebb 64 vagy 128 KiB méretű adat-gyorsítótárat tartalmaz. A kisebb gyorsítótár miatt az adat-gyorsítótár egység is kisebb csipeket igényel és az átdolgozott tárvezérlő egység csip szintén kisebb. A cél egy hatcsipes konfiguráció létrehozása volt, a költségek csökkentése érdekében, emiatt a csipek is forrasztógolyós (solder ball connect) (SBC) tokozásba kerültek MCM helyett.

## P2SC

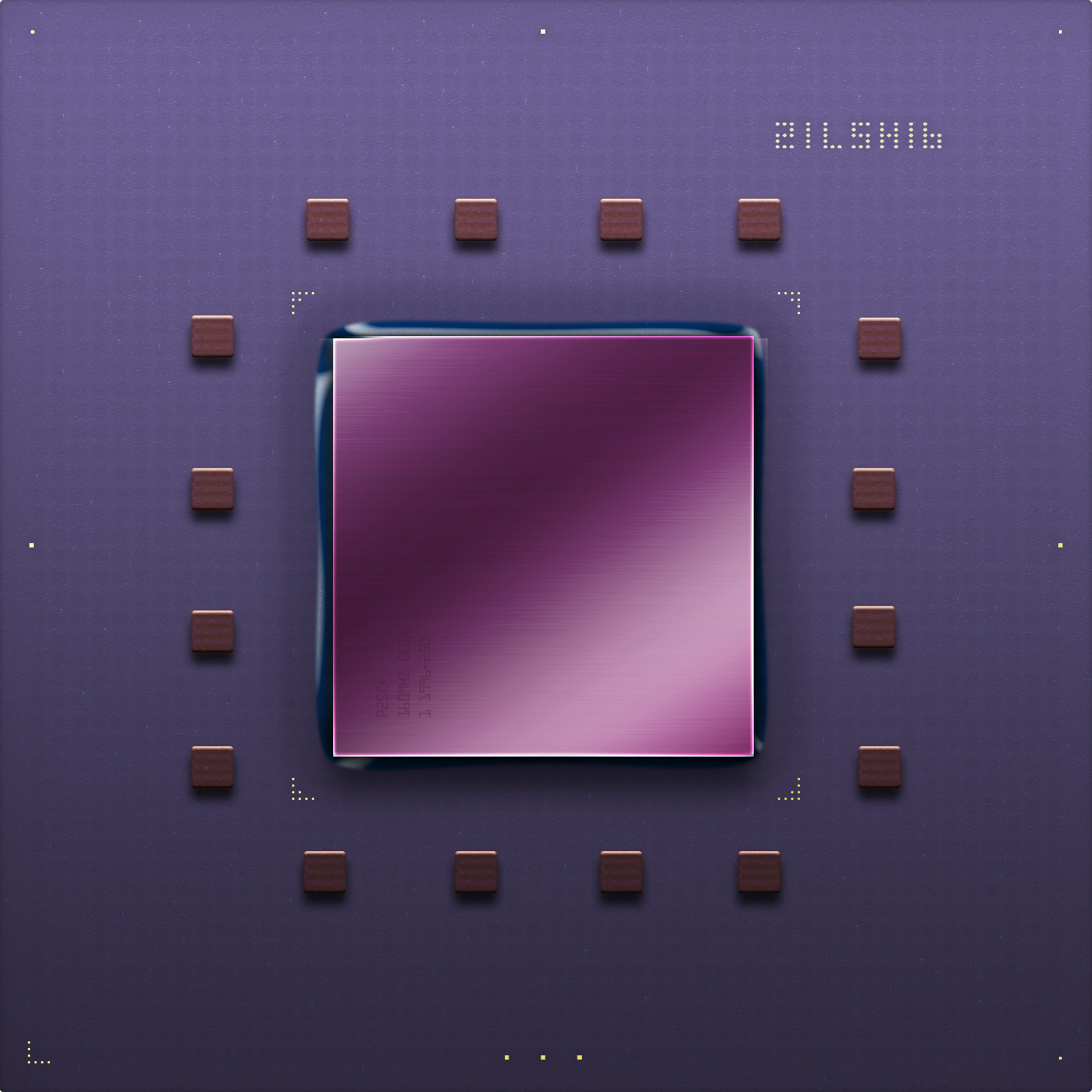
P2SC+ illusztráció

A P2SC – a POWER2 Super Chip rövidítése – 1996 októberében jelent meg, mint az a POWER2 utódja. Ez a nyolc-csipes POWER2 egy csipen kivitelezett megvalósítása. 15 millió tranzisztort integrál egy 335 mm2 lapkán. Az IBM 0,29 µm-es öt fémrétegű CMOS-6S folyamatával gyártották. Az első verzió 120 vagy 135 MHz órajelen működhetett, így közel kétszer olyan gyors, mint a 71,5 MHz-en futó POWER2, miközben a memória és a bemeneti/kimeneti sínek fél órajel-sebességen futnak, ezáltal magasabb órajel-frekvenciát támogathatnak. Az IBM állítása szerint a P2SC teljesítménye 5,5 SPECint95_base és 14,5 SPECfp95_base volt. Egy gyorsabb, 160 MHz-es órajelű változat is készült, 0,25 µm-es CMOS-6S2 folyamattal, ezt a Microprocessor Forum-on jelentették be 1997 októberében.
A P2SC nem volt a POWER2 tökéletes másolata, az L1 adat-gyorsítótár és az adat-TLB (címfordító gyorsítótár) kapacitását megfelezték, így a gyorsítótár mérete 128 KiB lett, a TLB pedig 256 bejegyzést tartalmaz, és kihagyták belőle egy ritkán használt jellemző, a TLB-ben lévő bejegyzések lezárásának implementációját is, hogy az eredeti kialakítás elférjen egyetlen lapkán.
A P2SC-t a POWER3 követte, az IBM zászlóshajójaként az RS/6000 vonalban, 1998-ban. A P2SC egyik jelentős alkalmazása volt a 30 számítási csomópontot (processzort) tartalmazó IBM Deep Blue szuperszámítógép, ill. sakkszámítógép, ami sakkban legyőzte a világbajnok Garri Kaszparovot 1997-ben. Ugyanakkor a számítógép sakkozási képességei inkább a külön erre a célra tervezett egyedi integrált áramköröknek voltak köszönhetők, mint a P2SCs processzoroknak.

## Fordítás
Ez a szócikk részben vagy egészben  a   POWER2 című angol Wikipédia-szócikk ezen változatának fordításán alapul.  Az eredeti cikk szerkesztőit annak laptörténete sorolja fel. Ez a jelzés csupán a megfogalmazás eredetét és a szerzői jogokat jelzi, nem szolgál a cikkben szereplő információk forrásmegjelöléseként.